# Kádi
Kádi, en grec moderne : Κάδι, est un village du dème de Kými-Alivéri, sur l'île d'Eubée, en Grèce. Il est situé à une altitude de 210 m.
Selon le recensement de 2011, la population de Kádi compte 189 habitants.